# Juri Moissejewitsch Kagan

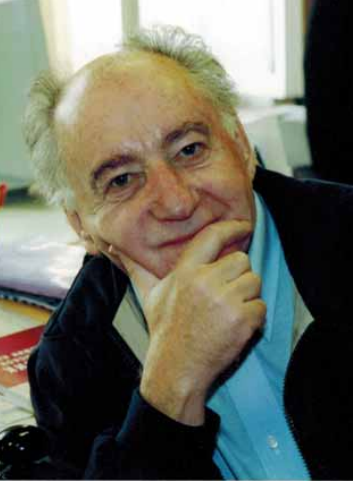
Juri Moissejewitsch Kagan

Juri Moissejewitsch Kagan (russisch Ю́рий Моисе́евич Кага́н; * 6. Juli 1928 in Moskau; † 4. Juni 2019) war ein russischer Theoretischer Physiker und Hochschullehrer.

## Leben
Juri Kagan, Sohn des Juristen Moissei Alexandrowitsch Kagan (1889–1966), Geschäftsführer der Allukrainischen Staatsbank und später Beamter im Volkskommissariat für Landwirtschaft, und der Zahnärztin Rachil Solomonowna geb. Chazrewina (1890–1967) aus Witebsk, wurde nach Beginn des Deutsch-Sowjetischen Krieges nach Buguruslan evakuiert, wo seine Mutter als städtische Hygienikerin arbeitete. Nach seiner Rückkehr nach Moskau arbeitete er in einer Militärfabrik und besuchte die Abendschule der Arbeiterjugend.
1944 begann Kagan ein Studium am Moskauer Staatlichen Luftfahrtinstitut und schloss es 1955 am Moskauer Ingenieur-Physikalischen Institut (heute Nationale Kernforschungsuniversität) erfolgreich ab, indem er schon vor dem Abschluss L. D. Landaus Theoretisches Minimum mit 11 Prüfungen zur Mathematik und Theoretischen Physik bestand. Ab 1956 arbeitete er im Kurtschatow-Atomenergie-Institut. Er wurde Doktor der Physikalisch-Mathematischen Wissenschaften und 1964 Professor am Moskauer Ingenieur-Physikalischen Institut. 1970 wurde er Korrespondierendes Mitglied der Akademie der Wissenschaften der UdSSR und 1984 Vollmitglied. Er war Mitherausgeber der Zeitschrift für Experimentelle und Theoretische Physik. Kagan wurde 1994 Mitglied der American Physical Society, 1995 Mitglied der Academia Europaea und 1998 ausländisches Mitglied der Ungarischen Akademie der Wissenschaften.
Kagans Hauptarbeitsgebiete waren die Kinetische Gastheorie, die Theorie der kondensierten Materie und die Wechselwirkung von Strahlung und Materie. Er begründete die kinetische Theorie der Gase mit Rotationsfreiheitsgraden („Kagan-Vektor“). Er entwickelte eine konsequente Theorie des Mößbauer-Effektes in regulären und nichtregulären Kristallen sowie eine Vielteilchentheorie der elektronischen und phononischen Eigenschaften von Nichtübergangsmetallen. Er arbeitete an der Theorie des metastabilen metallischen Wasserstoffs. Zusammen mit I. M. Lifschiz wies er die Keimbildung einer stabilen Phase in der Nähe des absoluten Nullpunkts als Tunneleffekt-Prozess nach. Wichtig waren seine Beiträge zur Theorie der Quantendiffusion und Lokalisierung der Atome und Anregungen in Kristallen und Gläsern bei niedrigen Temperaturen. Die von ihm vorhergesagte Temperatur- und Konzentrationsabhängigkeit der Quantendiffusion und Selbstlokalisation wurde experimentell bestätigt.
Kagan war mit der Schriftstellerin Tatjana Nikolajewna geb. Wirta (* 1930), Tochter des Schriftstellers Nikolai Wirta, verheiratet. Kagans Bruder Boris war Kybernetiker und mit der Schriftstellerin Soja Boguslawskaja verheiratet. Kagans Schwester Jelena ist Schriftstellerin und war mit dem Poeten Pawel Kogan verheiratet. Der Chemiker Sachar Rogowin, der Schriftsteller Sachar Chazrewitsch, der Ingenieur Naum Rogowin und die Schauspielerin Walentina Wagrina sind bzw. waren Vettern bzw. Cousine von Juri Kagan.

## Ehrungen
- Orden des Roten Banners der Arbeit (zweimal)
- Lomonossow-Preis der Akademie der Wissenschaften der UdSSR (1975)
- Staatspreis der UdSSR (1976)
- Leninpreis (1986)
- Ehrendoktor der Technischen Universität München (1990)
- Humboldt-Forschungspreis der Alexander von Humboldt-Stiftung (1994)
- Ehrendoktor der Universität Uppsala (1996)
- Van-der-Waals-Professor ehrenhalber der Universität von Amsterdam
- Orden der Freundschaft (1996)
- Verdienstorden für das Vaterland III. Klasse (1998)
- Triumph-Preis im Bereich der Physikalisch-Mathematischen Wissenschaften (2006)
- Ehrenorden der Russischen Föderation (2008)
- L.-P.-Karpinsky-Preis
- Demidow-Preis (2009)
- Pomerantschuk-Preis (2017)